# Городской стадион Теси
Городской стадион Теси - (кит. 铁西新区体育中心) — домашний многофункциональный стадион команды китайской Суперлиги по футболу «Ляонин Хувин» и команды Первой лиги «Шэньян Шэньбэй». Расположен в новом районе Теси, г. Шэньян, провинция Ляонин, КНР.
Вмещает 30 000 человек. 
Кроме футбольных матчей на стадионе проводятся соревнования по баскетболу, теннису, настольному теннису. 
Есть возможность принимать другие спортивные и праздничные мероприятия.